# Zyras obtusus
Zyras obtusus är en skalbaggsart som först beskrevs av Thomas Casey 1893.  Zyras obtusus ingår i släktet Zyras och familjen kortvingar. Inga underarter finns listade i Catalogue of Life.